# جون ليزلي (لاعب كرة قدم)
جون ليزلي (بالإنجليزية: John Leslie)‏ (25 أكتوبر 1955 - ) هو لاعب كرة قدم بريطاني في مركز الهجوم. لعب مع تشارلتون أثلتيك ونادي ويمبلدون.